# Edin Rustemović
Edin Rustemović (* 6. Januar 1993 in Wiesbaden) ist ein in Deutschland geborener bosnisch-herzegowinischer Fußballspieler.

## Karriere
Die Anfänge von Rustemovićs Karriere sind unvollständig dokumentiert. Als erste dokumentierte Station spielte er bis 2010 für den Nachwuchs des bosnischen Vereins FK Drina Zvornik. Hier wurde er anschließend Teil der Profimannschaft. Nachdem er für diese bis 2012 gespielt hatte, setzte er seine Karriere in Serbien fort und lief dort für die Vereine OFK Belgrad und FK Sinđelić Beograd auf. 2014 kehrte er zu FK Drina zurück und spielte hier eine halbe Spielzeit lang. Im Februar 2015 wechselte er dann zum FK Sarajevo.
In der Sommertransferperiode 2017 wurde Rustemović vom türkischen Zweitligisten Adana Demirspor verpflichtet.